# فورسخوتن
فورسخوتن Voorschoten  هي مدينة وبلدية غرب هولندا، في مقاطعة جنوب هولندا.

## طوبوغرافيا
خريطة طوبوغرافية هولندية لبلدية فورسخوتن، يونيو 2015، (تقرأ بعد ثلاث نقرات على الخريطة).

## توأمة
لفورسخوتن اتفاقيات توأمة مع:
- شوتان